# 사직동 (광주)
사직동(社稷洞)은 광주광역시 남구의 행정동이다. 법정동은 사동, 구동, 서동이다.

## 주요 시설

### 방송국
- KBC 광주방송(1995년 5월 14일 ~ 현재) (현재 kbc방송국 건물은 남아있으나 방송국은 광천터미널로 이사하였다.)